# من به تو علاقه‌مند هستم
«من به تو علاقه‌مند هستم» (به انگلیسی: I'm Into You) نام تک‌آهنگی از جنیفر لوپز، هنرمند و خواننده اهل ایالات متحده آمریکا است. این ترانه را تایو کروز و لیل وین سروده‌اند و تهیه‌کنندگی آن را تیم تهیه‌کننده استارگیت بر عهده داشته‌است. من به تو علاقه‌مند هستم سومین ترانه از هفتمین آلبوم استودیویی جنیفر لوپز به نام عشق؟ است. محتوای این آهنگ عاشقانه است و به بیان غرق شدن یک زن در عشق به همسرش می‌پردازد. این ترانه به دلیل شعر جالب و موزیک ویدئوی پر بیننده‌اش نقدهای مثبت بسیاری دریافت کرده‌است.
موزیک ویدئوی ترانه در ۲ آوریل ۲۰۱۱ در چیچن ایتزا که از آثار باستانی مایا است فیلمبرداری شد که ۱۴۰ میلیون بار در یوتیوب نمایش داده شده‌است که به همین دلیل به رتبه ۴۰ ۱۰۰ آهنگ داغ بیلبورد و رتبه ۹ در برترین ترانه‌های بریتانیا رسید. همچنین این تک‌آهنگ در چارت‌های بریتانیا و نروژ، جزو ده ترانه اول قرار گرفت.

## تولید
ترانهٔ «من به تو علاقه‌مند هستم» سرودهٔ تایو کروز و لیل وین است و تیم تهیه‌کننده استارگیت تهیه‌کنندگی آن را برعهده داشته‌است. جنیفر لوپز بعد از انتشار آلبوم شجاع، به علت زایمان دوقلوهایش مدتی فعالیت هنری نداشت. سپس در سال ۲۰۱۱ پیشنهاد خواندن آلبوم عشق؟ به او داده شد. لوپز بعد از خواندن ترانه‌های روی صحنه و عشق چیست؟، انتشار ترانه «من به تو علاقه‌مند هستم» را در صفحه فیس بوک خود مطرح کرد. این ترانه قرار بود در ۴ آوریل ۲۰۱۱ انتشار یابد اما کمی زودتر در ۱ آوریل از آی‌تیونزاستور منتشر شد و به درخواست رادیو آمریکا از این رادیو پخش شد.

## ساختار و سبک
سبک ترانه «من به تو علاقه‌مند هستم» پاپ و آراندبی معاصر است. جنیفر لوپز این ترانه را با مشارکت لیل وین خوانده است؛ قسمت اول ترانه توسط جنیفر لوپز با تکرار ریتم «"na-na-na"» خوانده می‌شود و بعد از آن لیل وین به سبک رپ شروع به خواندن می‌کند.

## دیدگاه‌ها و بازتاب‌ها
به طور کلی نظر منتقدان موسیقی، مطبوعات و نشریات نسبت به این ترانه مثبت بوده است. ماری کینی از ای‌اوال این آهنگ را سروده‌ای غیرقابل توقف می‌خواند و درباره این آهنگ می‌گوید:
صدای جنیفر لوپز در این ترانه صدایی است که هیچ‌کس آن را فراموش نخواهد کرد و لیل وین آن را به خوبی سروده است. این ترانه آماده است تا در دنیا بسیار مشهور و بزرگ شود.
 باردلی ویت، منتقد موسیقی، درباره این ترانه این‌گونه گفته است:
جنیفر لوپز در اوج کار خود است. کشش صدای لوپز با حالت خاص زنانه‌اش، ترانه را زیبا و دل‌نشین ساخته است.
 رابی داو در نقدی درباره این آهنگ نوشته است: تمپؤهای این ترانه به همراه شعرش بسیار دل‌نشین‌اند در حالی که بسیار ساده هستند. ملودی زیبا و صدای گرم جنیفر لوپز باعث می‌شوند این آهنگ در بین ترانه‌های پاپ بسیار رشد کند و ترقی یابد. همچنین نشریات و مجلات نیز این ترانه را خوب دانسته‌اند. سالی کیکاومانی از مجله اسلنت گفته است: 
ترانه «من به تو علاقه‌مند هستم» واقعاً شایسته تحسین است. بخش رپ که لیل وین آن را می‌خواند بسیار جالب و ریتم «"na-na-na"» جنیفر لوپز که حالت ضربه‌ای دارد، جذابیت خاصی به آن بخشیده است.
 سکات شلتر از مجله پاپ‌کراش در باره این آهنگ نقدی نوشته است: این ترانه یکی از ترانه‌های برجسته آلبوم عشق؟ است، همچنین ترانه‌ای بیاد ماندنی و حایز اهمیت است که می‌تواند از مشهورترین ترانه‌های لوپز باشد. پاپی رید از مجله استرالیایی موزیک نت‌ورک در نقدی درباره متن ترانه و سبکش نوشته است: از خواننده‌ای ۴۱ ساله بیش از این انتظار نمی‌رود. وس لیدری از اتحادیه صدای یاهو! نقدی منفی درباره این ترانه نوشته است: از جلو و عقب واقع‌بینانه به نظر نمی‌رسد. او همچنین این ترانه را "خسته کننده" توصیف کرد. جودی روسون از مجله آمریکایی رولینگ استون اشعار این آهنگ را «بی‌مزه‌ی دردناک» توصیف کرد. او همچنین لحن آواز جنیفر لوپز را شیرین و مطلوب می‌داند در حالیکه صدای لیل وین را سرکش و نامحور با صدای لوپز بیان کرده‌است.

## جدول‌ها، گواهی‌نامه‌ها و میزان فروش
«من به تو علاقه‌مند هستم» حدوداً یک ماه بعد از انتشارش به رتبه ۷۲ در ۱۰۰ آهنگ داغ بیلبورد و پس از آن در ۲۱ اوت ۲۰۱۱ به رتبه ۴۰ رسید؛ سپس ۱۳ هفته در این جایگاه ماند. این ترانه نخستین بار در تاریخ ۹ ژوین ۲۰۱۱ در جدول ترانه‌های پاپ آمریکا در رتبه ۳۶ قرار گرفت؛ یک هفته بعد از آن به رتبه ۳۱ و نهایتاً به رتبه ۱۹ رسید. 
«من به تو علاقه‌مند هستم» از انجمن صنعت ضبط موسیقی ایالات متحده آمریکا گواهی‌نامه دریافت کرد تا بیش از ۵۰۰،۰۰۰ نسخه از آن کپی‌برداری شود. این ترانه به غیر از ۱۰۰ آهنگ داغ بیلبورد و جدول ترانه‌های پاپ آمریکا، در ۱۰۰ آهنگ داغ کانادا نیز رتبه به دست آورد. «من به تو علاقه‌مند هستم» ابتدا در این جدول رتبه ۶۱ را به دست آورد ولی یک هفته بعد رتبه‌اش در جدول سقوط کرد و به ۷۹ و نهایتاً به ۵۵ رسید.
در استرالیا، به رتبه ۴۷ رسید و چهار هفته در این جایگاه ماند. بازتاب این ترانه در گائون چارت بسیار بهتر بود زیرا به رتبه ۶ رسید و رکورد فروش ۲۸،۵۳۹ نسخه را شکست. در اروپا، «من به تو علاقه‌مند هستم» در ۹ کشور جزهٔ ده ترانه اول قرار گرفت. این تک‌آهنگ که ابتدا در جدول تک‌آهنگ‌های بریتانیا رتبه ۴۰ را به دست آورد؛ بعد از چهار هفته به رتبه ۹ رسید. همچنین در فدراسیون صنعت موسیقی ایتالیا رتبه ۱۴ را کسب کرد و بعد از آن ۱۵،۰۰۰ نسخه از آن در ایتالیا به فروش رفت.

## نماهنگ
نماهنگ این ترانه توسط ملینا ماستکوتاس در آوریل ۲۰۱۱ ساخته شد. جنیفر لوپز قبل از انتشار این نماهنگ، عکس‌هایی از آن را در صفحه توییتر خود گذاشت. این نماهنگ در چیچن ایتزا که از آثار باستانی مایا است فیلمبرداری شده و در بعضی صحنه‌های ویدئو از عکس‌های کمپانی باستانی تمدن مایا گرفته شده‌است.

### داستان
جنیفر لوپز این نماهنگ را با همکاری ویلیام لوی، مدل آمریکایی، اجرا کرده‌است. در آغاز ویدئو ویلیام لوی از دریا به سمت ساحل می‌آید تا به جنیفر لوپز برسد. لوپز نیز روی ماسه‌ها دراز کشیده و در حال خوردن نوشیدنی است. در بسیاری از جاهای نماهنگ، لوپز در حال عشق بازی با ویلیام لوی است. در جایی از ویدئو، بخش آغازین ترانه پاپی پخش می‌شود که لوپز در آن هنگام مشغول رقص با دو زن سیاه پوست در یک دالان ماسه‌ای است. لوپز در نماهنگ «من به تو علاقه‌مند هستم» لباس‌های متعدی را پوشیده که از جمله یک لباس جواهرنشان با کفش پاشنه بلند که وی در آن لحظه در حال بالا رفتن از چیچن ایتزا است.

### بازتاب‌ها
رابرت کوپسی از شرکت دیجیتال سپای نظرت مثبتی دربارهٔ این نماهنگ داشته‌است. وی دربارهٔ بخش ساحل این موزیک ویدئو گفت: « نماهنگ این ترانه یادآور موزیک ویدئوی ترانه عشق به پشیزی نیرزد است. استفاده از بخش آغازین ترانه پاپی نیز ایده‌ای جدید و خلاقانه است.» همچنین دنیس پستیریزو از ترا نتورکس ضمن تحسین این نماهنگ گفته‌است: 
به نظر من صحنه‌هایی که در نماهنگ سیاه سفید می‌شوند جنیفر لوپز را بهتر از همیشه نشان می‌دهند.
 آنا لین از مجله میترو نیز دربارهٔ این نماهنگ گفته‌است:
 تماشای موزیک ویدئوی «من به تو علاقه‌مند هستم» مانند رفتن به تعطیلات تابستان است. لوپز سعی کرده در این نماهنگ تا می‌تواند جذاب باشد.

## اجراهای زنده

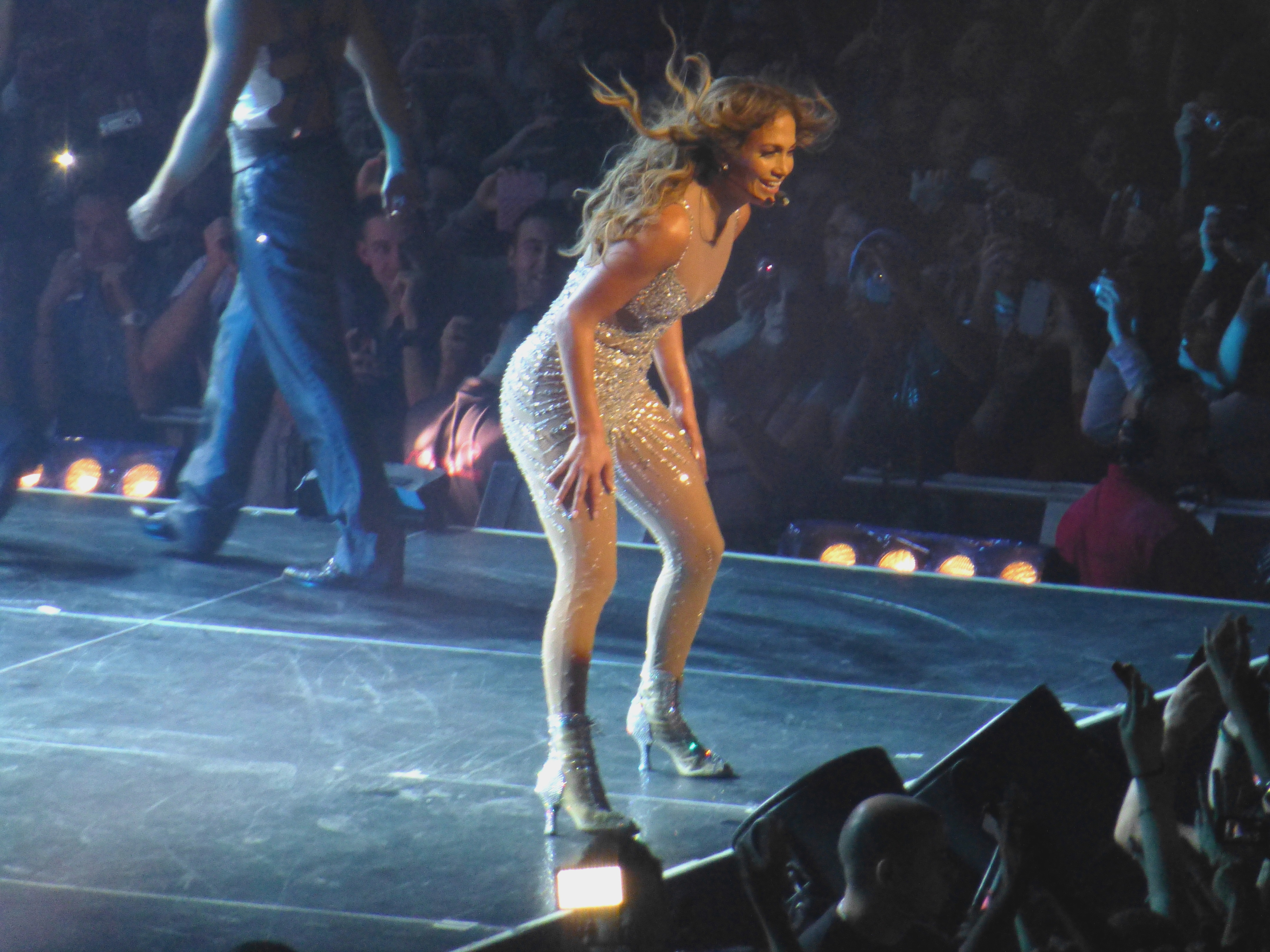
جنیفر لوپز در حال اجرای ترانه درتور جهانی دوباره برقص

جنیفر لوپز در ابتدا قرار بود در برنامه امریکن آیدل این ترانه را اجرا کند ولی این کار لغو شد. سپس لوپز برای اولین بار این آهنگ را در کنسرت سامبربال در ورزشگاه ومبلی با جمعیت۷۵٬۰۰۰ اجرا کرد. همچنین این ترانه در ۱۷ ژانویه ۲۰۱۱ از رادیو رسمی آمریکا و رادیو تاک شو با اجرای زندهٔ جنیفر لوپز پخش شد. عملکرد خوب اجراهای زندهٔ این ترانه، باعث شد رتبه‌اش در جدول تک‌آهنگ‌های بریتانیا به ۹ برسد. جنیفر لوپز در تور جهانی دوباره برقص که از ژانویه تا دسامبر ۲۰۱۲ در آمریکا برگزار شد، این ترانه را اجرا کرد. در این کنسرت صحنه‌های خوانده شده توسط لیل وین که در کنسرت حضور نداشت، بر روی یک صفحه نمایش بزرگ پخش شد.

## جدول‌ها و گواهی‌ها
| جدول                     | بهترین موقعیت |
| ------------------------ | ------------- |
| استرالیا                 | ۴۵            |
| اتریش                    | ۱۰            |
| بلژیک (فلاندرز)          | ۲۴            |
| بلژیک (والونی)           | ۲۷            |
| ۱۰۰ هات برزیل            | ۷             |
| ترانه‌های پاپ برزیل       | ۸             |
| کانادا                   | ۵۵            |
| جمهوری چک                | ۲             |
| دانمارک                  | ۳۹            |
| هلند                     | ۲۵            |
| فلاند                    | ۱۹            |
| فرانسه                   | ۳۸            |
| آلمان                    | ۱۶            |
| یونان                    | ۱             |
| ایرلند                   | ۲۵            |
| ایتالیا                  | ۱۴            |
| نروژ                     | ۹             |
| لبنان                    | ۱             |
| رمانی                    | ۶             |
| اسکاتلند                 | ۱۴            |
| اسلواکی                  | ۶             |
| کره جنوبی                | ۶             |
| لهستان                   | ۴             |
| اسپانیا                  | ۱۷            |
| آراندبی آمریکا           | ۳             |
| سوییس                    | ۲۲            |
| تک‌آهنگ‌های آمریکا         | ۹             |
| ۱۰۰ آهنگ داغ بیلبورد     | ۴۱            |
| ترانه‌های رقص کلاب آمریکا | ۱             |
| ترانه‌های پاپ آمریکا      | ۱۹            |
| ترانه‌های پاپ بریتانیا    | ۱۹            |

| جدول (۲۰۱۱)                   | موقعیت |
| ----------------------------- | ------ |
| بلژیک (فلاندرز)               | ۹۲     |
| کرواسی                        | ۳۳     |
| آلمان                         | ۱۰۸    |
| یونان                         | ۵۲     |
| لهستان                        | ۱۸     |
| رمانی                         | ۲۹     |
| جدول تک‌آهنگ‌های بریتانیا       | ۸۶     |
| جدول ترانه‌های دنس کلاب آمریکا | ۱۶     |

| منطقه         | گواهی | میزان فروش |
| ------------- | ----- | ---------- |
| کانادا        | طلا   | ۴۰،۰۰۰     |
| ایتالیا       | طلا   | ۱۵،۰۰۰     |
| سوییس         | طلا   | ۱۵٬۰۰۰     |
| پادشاهی متحده | طلا   | ۵۰۰،۰۰۰    |